# 대한민국 헌법 제14조
대한민국 헌법 제14조는 거주·이전의 자유를 규정한 대한민국 헌법의 조항이다.

## 본문
모든 국민은 거주·이전의 자유를 가진다.

## 내용
- 국내거주·이전의 자유 (지방공무원은 거주지내에서만 근무하기 때문에 거주 이전의 자유가 없다.)
- 국외거주이전의 자유-출국의 자유, 해외여행의 자유, 국외이주의 자유, 입국의 자유[1]
- 국적변경의 자유

## 판례
- 국민에게 그가 선택할 직업 내지 그가 취임한 공직을 그가 선택하는 임의의 장소에서 자유롭게 행사할 수 있는 권리까지 보장하지 않는다[2]

## 같이 보기
- 대한민국 헌법 제2장
- 대한민국 민법 제914조
- 국가보안법
- 전염병예방법
- 출입국관리법
- 국가보안법
- 해외이주법
- 여권법
- 병역법
- 검역법